# Drencova, Caraș-Severin
Drencova este un sat în comuna Berzasca din județul Caraș-Severin, Banat, România.